# 243 km (obwód archangielski)
243 km, także Porog (ros. 243 км, Порог) – przystanek kolejowy w pobliżu miejscowości Porog, w rejonie oneskim, w obwodzie archangielskim, w Rosji. Węzeł linii Biełomorsk – Obozierskij ze ślepą linią do Onegi.